# Chrysocorythus estherae
Il verzellino montano (Chrysocorythus estherae (Finsch, 1902)) è un uccello passeriforme della famiglia dei Fringillidi: esso rappresenta l'unica specie ascritta al genere Chrysocorythus Wolters, 1967.

## Etimologia
Il nome scientifico del genere, Chrysocorythus, deriva dall'unione delle parole greche χρυσος (chrysos/chrusos, "oro") e corythus ("elmo corinzio", ma anche nome scientifico dato ai frosoni da Georges Cuvier), col significato di "elmo d'oro" o "frosone dorato", mentre quello della specie, estherae, venne dedicato dal suo scopritore Otto Finsch a sua figlia.

## Descrizione

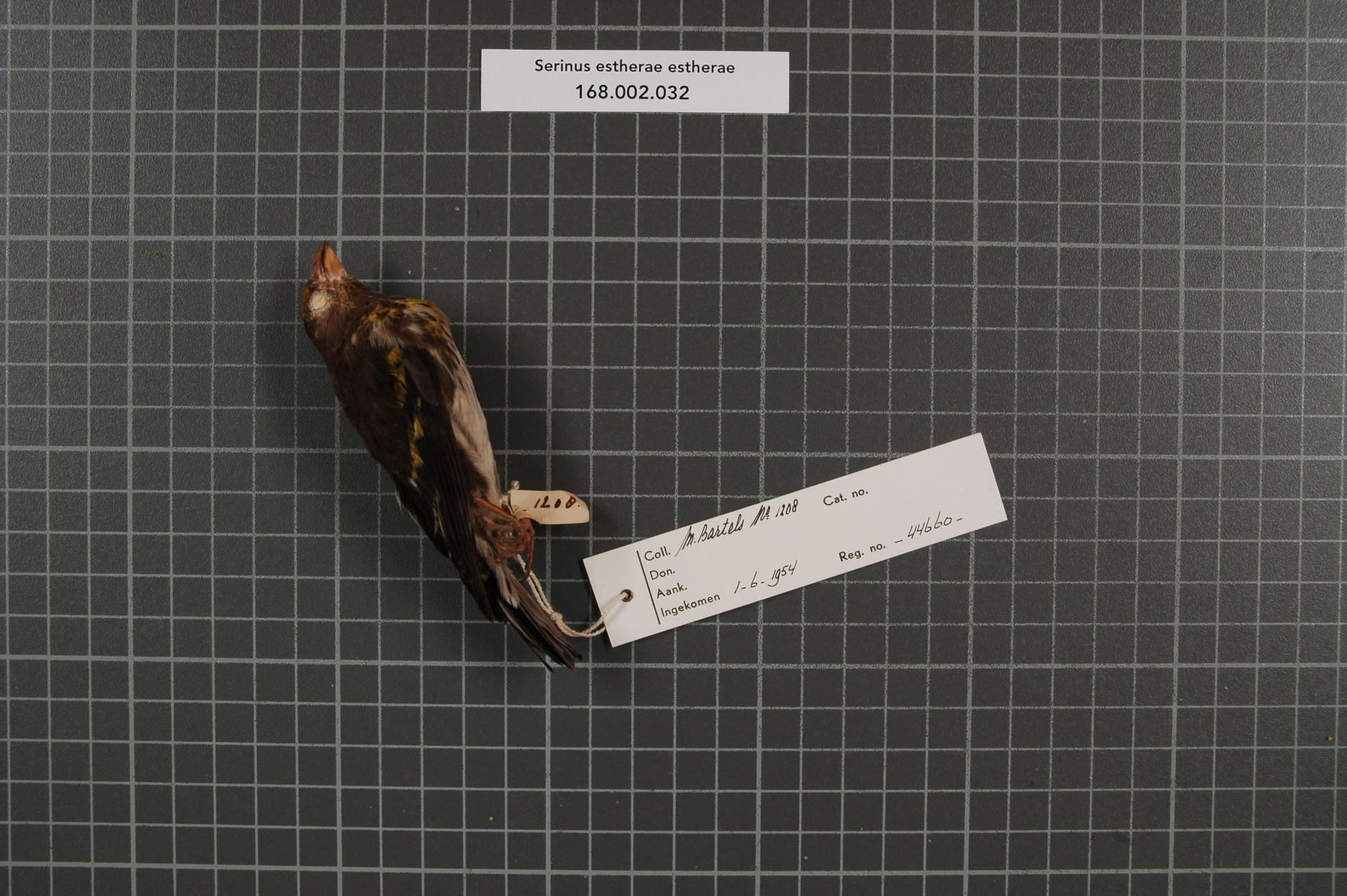
Maschio impagliato.

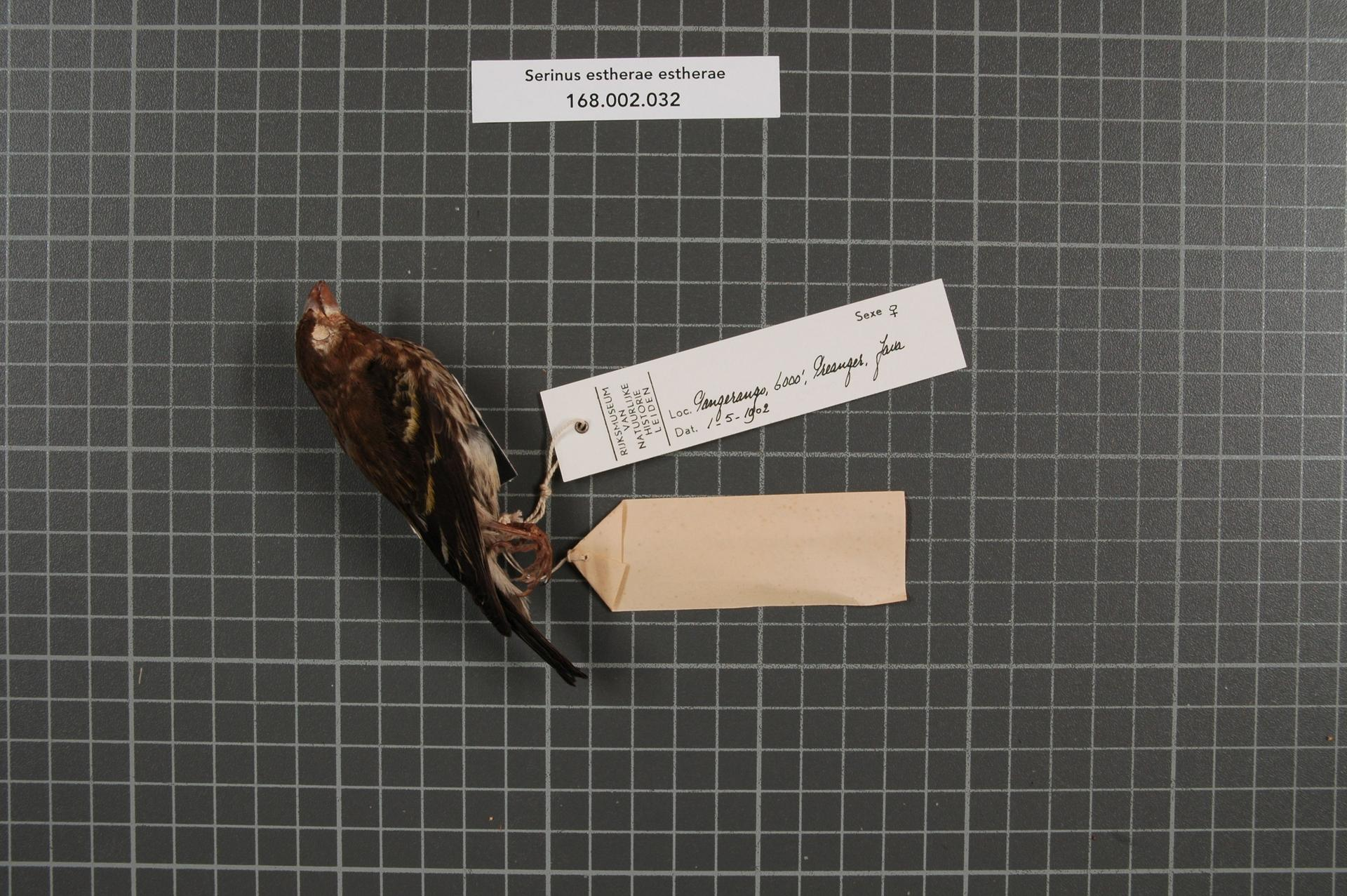
Femmina impagliata.

### Dimensioni
Taglia media 11–12 cm di lunghezza, per un peso di 13-16 g.

### Aspetto
Si tratta di uccelletti dall'aspetto robusto, muniti di testa squadrata, becco robusto e coda squadrata. Nel complesso, questi uccelli ricordano una via di mezzo fra un canarino africano e un verdone.
Il piumaggio è bruno su testa, dorso e petto, con tendenza a mostrare sfumature grigie su faccia e dorso: i fianchi e la parte superiore del ventre sono bianchi screziati di bruno, mentre la parte centrale di quest'ultimo ed il sottocoda sono bianchi. Fronte, codione e parte centrale del petto sono di colore giallo dorato (da cui il nome scientifico di questi uccelli), e dello stesso colore sono due bande trasversali sulle ali, che invece (così come la coda) sono di colore nero. Il dimorfismo sessuale è presente ma non estremo, con le femmine che presentano colorazione più sbiadita e mancanza quasi completa del dorato cefalico e pettorale (ma non delle bande alari). In ambedue i sessi, il becco è di colore carnicino con punta nerastra, le zampe sono di colore carnicino anch'esse e gli occhi sono di colore bruno scuro.

## Biologia
Si tratta di uccelli dalle abitudini diurne, piuttosto elusivi, che passano la maggior parte della giornata da soli o in coppie alla ricerca di cibo, fra i cespugli o al suolo.

### Alimentazione
La dieta di questi uccelli è poco conosciuta, tuttavia si ritiene che essi siano prevalentemente granivori e che la integrino con bacche, frutta matura e piccoli insetti.

### Riproduzione
Mancano dati sulla riproduzione del verzellino montano, tuttavia si ritiene che essa non si differenzi significativamente, per modalità e tempistica, da quanto osservabile fra gli altri fringillidi.

## Distribuzione e habitat
Questi uccelli, con areale piuttosto frammentato, sono presenti in buona parte dell'Insulindia (Sumatra, Giava, Sulawesi e Mindanao).
Come intuibile dal nome comune, il verzellino montano occupa le aree prative submontane e montane, con presenza sparsa di cespugli.

## Tassonomia
Se ne riconoscono cinque sottospecie:
- Crysocorythus estherae estherae (Finsch, 1902) - la sottospecie nominale, endemica della porzione occidentale dell'isola di Giava, dove popola il parco nazionale di Gunung Gede-Pangrango;
- Crysocorythus estherae vanderbilti (Meyer de Schauensee, 1939) - endemica della porzione settentrionale di Sumatra, dove abita il parco nazionale di Gunung Leuser;
- Crysocorythus estherae chaseni (Kinzelbach, Dickinson & Somadikarta, 2009) - diffusa nella porzione orientale di Giava (area del monte Bromo);
- Crysocorythus estherae renatae (Schuchmann & Wolters, 1982) - diffusa nelle porzioni montuose meridionali e centro-settentrionali di Sulawesi;
- Crysocorythus estherae mindanensis (Ripley & Rabor, 1961 - endemica di Mindanao, dove abita le aree del monte Apo e del monte Kitanglad.

La tassonomia della specie, dato anche l'areale così esteso e disgiunto, è ancora lungi dall'essere chiarita: assodato che la sottospecie chaseni viene spesso sinonimizzata con orientalis per via di vecchie priorità tassonomiche legate a quando questi uccelli venivano ancora ascritti a Serinus, mancano dati sullo status delle popolazioni della porzione centro-settentrionale di Sulawesi (tradizionalmente ascritte a renatae) ed alcuni autori sarebbero infine propensi ad elevare la sottospecie mindanensis al rango di specie a sé stante col nome di C. mindanensis, in base a differenze cromatiche e nella morfologia del becco.
In passato questi uccelli venivano ascritti al genere Serinus, col nome di S. estherae: in seguito a recenti analisi del DNA mitocondriale, Serinus è risultato polifiletico, portando allo scorporo di numerosi generi, fra cui Chrysocorythus, che è risultato un taxon fratello di Carduelis, col quale forma un clade.